# Maulbronn
Maulbronn er en by i Enzkreis i den tyske delstat Baden-Württemberg. Byen er kendt blandt andet for Lorsch Kloster som er opført på UNESCOs verdensarvsliste.
Kommunen er dannet af de tre tidligere selvstændige kommuner Maulbronn, Schmie og Zaisersweiher.
Maulbrunn er en del af den 328,2 km² store Naturpark Stromberg-Heuchelberg.